# Грамота (видавництво)
«Грамота» — українське видавництво, яке спеціалізується на виданні навчально-методичної та художньої літератури.

## Історія та опис
Засноване у грудні 2000 року (за іншими даними у — у 2001 році) в Києві. 

### Навчальна література
Видає підручники та посібники для початкової, середньої та старшої школи, професійно-технічної освіти, вищої школи; наукові, науково-популярні й мистецькі видання; художню літературу. Підручники для загальноосвітніх навчальних закладів з 2005 року стають переможцями Всеукраїнського конкурсу підручників.

### Художня література
Видає переважно дитячу літературу, зокрема серію «Шкільна бібліотека». 
Наприклад такі книги, як «Відлуння століть» (поезії Л. Костенко, В. Барки, В. Симоненка, В. Стуса тощо), «Світанок Вітчизни» (твори І. Франка, Л. Українки, Б. Грінченка тощо), «Далекі зірниці» (лірика М. Вороного, Б. Лепкого, О. Олеся, П. Тичини, В. Сосюри тощо) та інші.

### Періодичні видання
Разом з Українським державним центром науково-технічної творчості учнівської молоді видавництво «Грамота» заснувало та видавало науково-популярний журнал «Юний технік України».